# 迈克尔·戴恩
迈克尔·戴恩（1953年8月12日—）是一位美国理论物理学家和科普作家，研究领域为超对称、弦理論和超越标准模型的物理学，曾任职于SLAC國家加速器實驗室和普林斯顿高等研究院，主要科普作品有《走向宇宙尽头：一个理论物理学家的宇宙探索之旅》（This Way to the Universe: A Theoretical Physicist's Journey）等。